# NGC 720
NGC 720 è una galassia nella costellazione della Balena.
Si individua 3 gradi a SSE della stella ζ Ceti; un telescopio rifrattore da 120mm di apertura già è sufficiente per individuarla come una chiazza priva di dettagli. Ad ingrandimenti superiori si presenta allungata in senso NW-SE, con un nucleo molto grande e luminoso, che domina in assoluto l'intera galassia. Si tratta di una galassia ellittica di dimensioni medie, ma comunque inferiori alla nostra Via Lattea, dalla quale dista 72 milioni di anni-luce.